# René Trujillo
René Trujillo (* 4. September 1947 in Mexiko-Stadt), auch bekannt unter dem Spitznamen El Popeye, ist ein ehemaliger mexikanischer Fußballspieler auf der Position eines Verteidigers.

## Leben

### Verein
Trujillo begann seine Profikarriere 1966 bei seinem Heimatverein Club Universidad Nacional und wechselte zwei Jahre später innerhalb desselben Stadtviertels Coyoacán zum Stadtrivalen América, bei dem er die nächsten elf Jahre bis zum Ende seiner aktiven Laufbahn unter Vertrag stand.
In diesem Zeitraum gewann Trujillo mit den Americanistas zweimal den mexikanischen Meistertitel sowie je einmal den Pokalwettbewerb, den Supercup, den CONCACAF Champions Cup und die Copa Interamericana.

### Nationalmannschaft
Sein Debüt im Dress der Nationalmannschaft bestritt Trujillo am 26. Januar 1972 gegen Chile (2:0) und seinen letzten Länderspieleinsatz am 15. Oktober 1977 beim 8:1-Sieg gegen Surinam. Seinen einzigen Länderspieltreffer erzielte er am 8. September 1974 im Cotton Bowl Stadium von Dallas zum 1:0-Sieg gegen Mexikos Erzrivalen USA.

## Erfolge
- Mexikanischer Meister: 1970/71, 1975/76
- Mexikanischer Pokalsieger: 1973/74
- Mexikanischer Supercup: 1976
- CONCACAF Champions Cup: 1977
- Copa Interamericana: 1978